# Serafin (Kokotow)
Serafin, imię świeckie Grigorij Kiriłłowicz Kokotow (ur. 29 grudnia 1890?/10 stycznia 1891 w Łaptiewych Chutorach, zm. 3 kwietnia 1938 w Smoleńsku) – rosyjski biskup prawosławny.

## Życiorys
W 1921 ukończył trzyletnie seminarium nauczycielskie i kursy teologiczne w Piotrogrodzie. Po uzyskaniu dyplomu został wyświęcony na diakona 21 listopada 1921, zaś 19 marca 1922 – na kapłana. Podjął pracę duszpasterską w cerkwi św. Mikołaja w Rylsku. Według różnych źródeł w świątyni tej służył do 1928, lub też w 1926 przeniósł się do parafii w Łaptiewych Chutorach. 27 marca 1926 złożył wieczyste śluby mnisze przed archimandrytą Anastazym, przełożonym monasteru w Putywlu. Z polecenia metropolity kurskiego i obojańskiego Nazariusza udał się na Kaukaz, gdzie prowadził pracę misyjną. Następnie od 1928 lub 1929 do 1931 służył w Nikołajewsku nad Amurem w cerkwi Świętych Piotra i Pawła.
27 maja 1931 został aresztowany w Zagorsku, dokąd przybył na zaproszenie mniszki Marii (Siergiejewej). Zatrzymany jako niezarejestrowany mnich bez prawa pobytu w danej miejscowości, został skazany na trzy lata łagrów. Według innych źródeł w latach 1931–1933 służył w eparchii kałuskiej. Od 1933 do 1934 prowadził pracę duszpasterską w soborze Opieki Matki Bożej w Mohylewie. 
17 grudnia 1934 został wyświęcony na biskupa homelskiego, nie wykonywał jednak swoich obowiązków. Od 1935 do 1936 był biskupem tomskim. 23 marca 1936 został aresztowany w Tomsku. W maju 1937 został skazany na pięć lat łagru. W czasie przesłuchań zadeklarował monarchistyczne poglądy i stwierdził, że walkę z „bezbożnikami-komunistami”, których uważa za sprawców upadku religii w ZSRR traktuje jako swój obowiązek. Od 1937 do 1938 był więziony w Smoleńsku. 25 marca 1938 miejscowa trojka NKWD skazała go na śmierć przez rozstrzelanie. Wyrok został wykonany 3 kwietnia tego samego roku.